# Kotlina Fogaraska
Kotlina Fogaraska (541.5, rum. Depresiunea Fǎgǎrașului) – makroregion fizycznogeograficzny Wyżyny Transylwańskiej w centralnej Rumunii (Siedmiogród). Obniżenie między Górami Fogaraskimi w Karpatach Południowych a Wyżyną Tyrnawską. Na zachodzie łączy się z Kotlina Sybińską, na wschodzie kończy się barierą gór Perșani. 
Kotlina Fogaraska jest pochodzenia erozyjno-tektonicznego. Została wytworzona przez Alutę, płynącą tu ze wschodu na zachód wzdłuż północnych zboczy Gór Fogaraskich. Wskutek tego, że Góry Fogaraskie wypiętrzają się szybciej, niż Wyżyna Tyrnawska, jak również wskutek osadzania stożków napływowych przez rzeki spływające z gór, obniżenie jest niesymetryczne – strona północna jest głębsza i tamtędy właśnie płynie Aluta. 
Kotlina Fogaraska jest regionem rolniczym. Głównym miastem jest Făgăraș. Wzdłuż Aluty biegną droga i linia kolejowa z Braszowa do Przełomu Czerwonej Wieży. 